# Sant Càndid (Ayne Bru)
Sant Càndid és un quadre d'Ayne Bru pintat el 1502-1507. Actualment, forma part de la col·lecció permanent del Museu Nacional d'Art de Catalunya i va ser adquirit de la col·lecció Muntadas el 1956.

## Descripció
El sant cavaller està dempeus sobre un paviment de rajoles rere un fons d'or que ressalta la monumentalitat i l'elegància de la seva silueta. El cavaller vesteix armadura fosca, escut, alabarda, espasa i un tabard de sumptuós teixit verd folrat de pell. Porta una mitja cabellera i al cap una gorra vermella on lluu una medalla amb el bust de Crist. Una estola de color púrpura penja de l'avantbraç esquerre i amb la mà assenyala el pit a l'alçada del cor.
El cavaller es tracta de sant Càndid, un dels guerrers de la legió tebana que va acompanyar sant Maurici en el seu martiri. Una pintura que podria haver estat una de les portes de l'antic retaule major del monestir de Sant Cugat del Vallès, lloc on es veneraven les relíquies de sant Càndid. Juntament amb la taula de la «Degollació de sant Cugat», són les úniques obres conservades d'aquest conjunt i d'Ayne Bru, una de les figures més rellevants del Cinc-cents català.

## Autor
Es desconeix la personalitat d'aquest artista itinerant d'«origen nòrdic», posseïdor d'un quefer que enclou tota la modernitat del model renaixentista en el seu estat més pur. Però si bé la factura, molt precisa, denota la seva formació centreeuropea i un fort substrat
flamenc, la posa cortesana i el sentiment humanista del cavaller el relacionen directament amb la cultura italiana, concretament amb l'estil que es practicava a Venècia al taller de Giovanni Bellini, i que va ser el germen de la maniera moderna de Giorgione.